# Beynac-et-Cazenac
Beynac-et-Cazenac is een Franse gemeente in het departement Dordogne, in de regio Aquitanië. De gemeente telde 447 inwoners op 1 januari 2022 en een oppervlakte van 12,74 km² (43 inw. per km²).  Beynac-et-Cazenac is lid van Les Plus Beaux Villages de France.

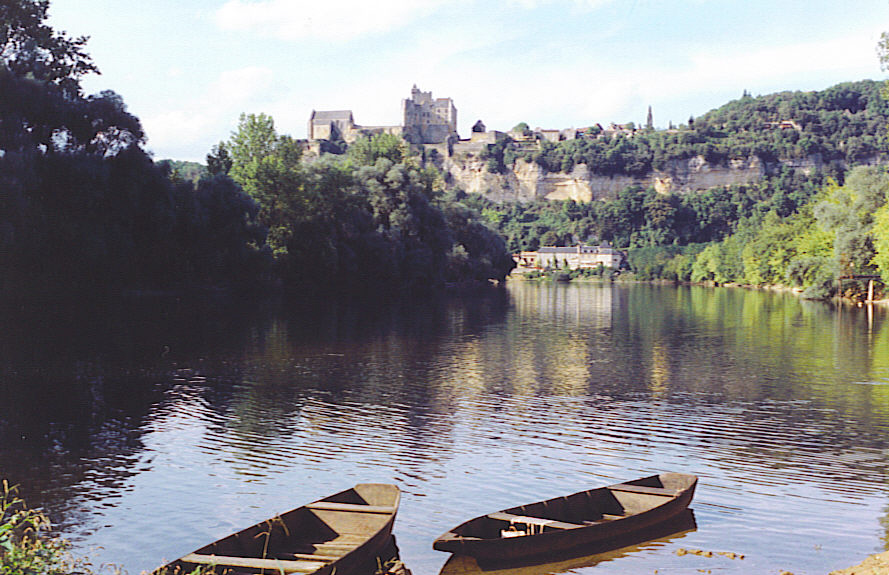
De Dordogne met uitzicht op Beynac

## Bezienswaardigheden
- De plaats is vooral bekend van het kasteel van Beynac, dat op een 150 meter hoge rots boven het dorp verrijst.
- Hier is ook Parc Archéologique. Dit heeft een tiental reconstructies van huizen van uit de late Neolithicum tot de Gallische periode.

## Geografie
De onderstaande kaart toont de ligging van Beynac-et-Cazenac met de belangrijkste infrastructuur en aangrenzende gemeenten.

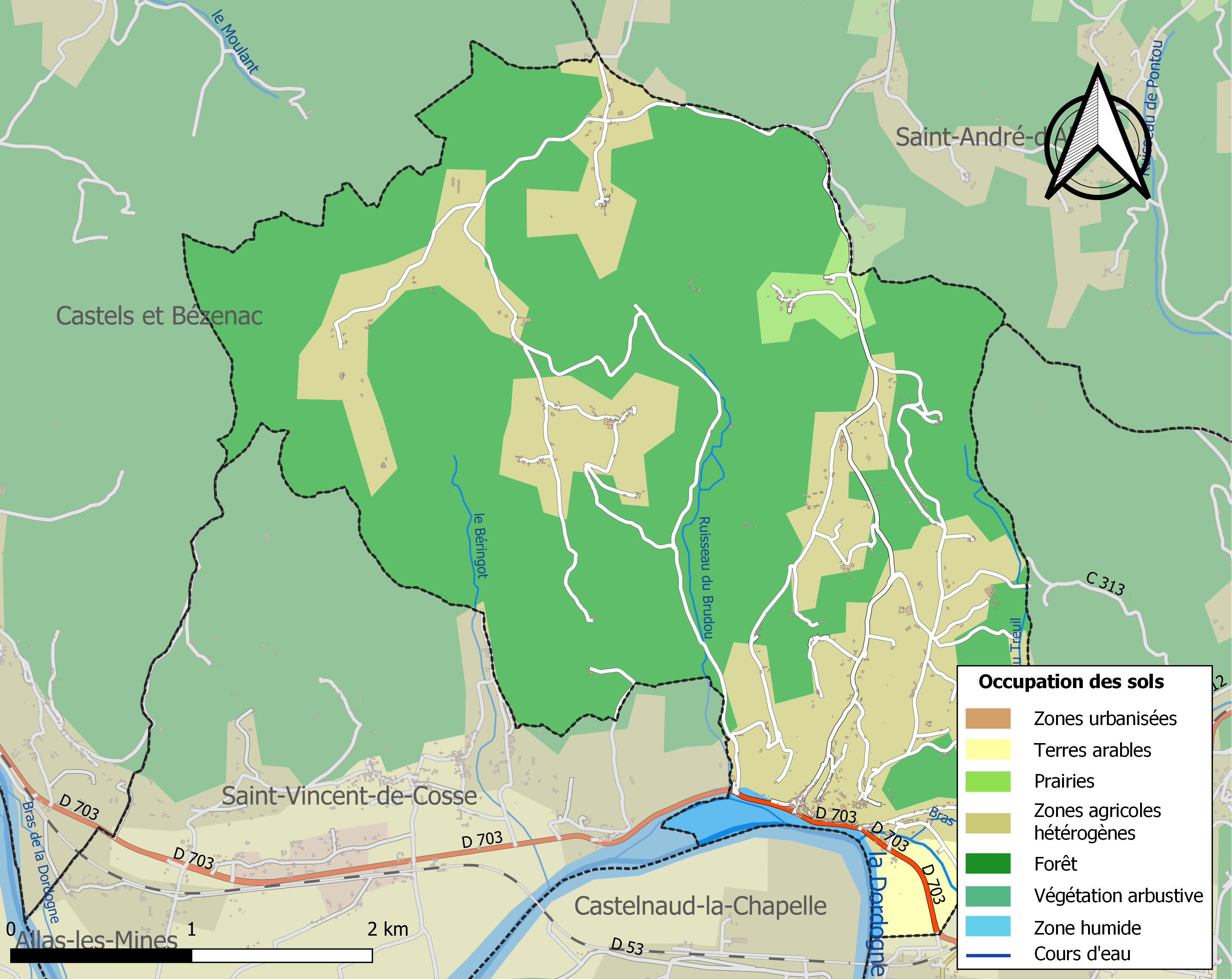

## Demografie
Onderstaande figuur toont het verloop van het inwonertal (bron: INSEE-tellingen).